# ستيب باريتشا
ستيب باريتشا (بالكرواتية: Stipe Perica)‏ (7 يوليو 1995 بزادار في كرواتيا - ) هو لاعب كرة قدم كرواتي في مركز الهجوم. شارك مع منتخب كرواتيا تحت 19 سنة لكرة القدم ومنتخب كرواتيا تحت 20 سنة لكرة القدم ومنتخب كرواتيا تحت 21 سنة لكرة القدم. أما مع النوادي، فقد لعب مع تشيلسي ونادي أودينيزي وناك بريدا ونادي زادار ‏.

## وصلات خارجية
- ستيب باريتشا على موقع الاتحاد الدولي (مؤرشف)  (الإنجليزية)
- ستيب باريتشا على موقع اتحاد تركيا (لاعب) (الإنجليزية)
- ستيب باريتشا على موقع قاعدة بيانات كرة القدم.إي يو (الإنجليزية)
- ستيب باريتشا على موقع Soccerbase.com (لاعب) (الإنجليزية)
- ستيب باريتشا على موقع Soccerway.com (الإنجليزية)
- ستيب باريتشا على موقع عالم كرة القدم.نت (الإنجليزية)
- ستيب باريتشا على موقع AS.com (الإسبانية)